# Hôpital Saint-Jean de Montreuil-Bellay
L'hôpital Saint-Jean est un ancien hospice situé à Montreuil-Bellay, en France.

## Localisation
L'ancien hospice est situé dans le département français de Maine-et-Loire, sur la commune de Montreuil-Bellay.

## Historique
Construit en 1484 à l'emplacement d'une ancienne aumônerie.
Il avait pour vocation d'offrir un abri aux pèlerins et malades avant qu’ils n’entrent dans la ville (prévention des épidémies).
Le bâtiment a été plusieurs fois remanié en particulier au XXe siècle et accueille désormais en été des expositions temporaires.

## Protection
L'édifice est classé au titre des monuments historiques en 1967.

## Description
Le bâtiment a la forme d'une croix latine, la nef étant réservée aux malades et le chœur à la chapelle.
Il est construit juste derrière la muraille de la ville close près de la porte Saint-Jean.